# Mentougou
Mentougou (chinesisch 門頭溝區 / 门头沟区, Pinyin Méntóugōu Qū) ist ein Stadtbezirk der chinesischen Hauptstadt Peking. Er hat eine Fläche von 1.448 km² und 392.606 Einwohner (Stand: Zensus 2020). Bei Volkszählungen wurden 1990 in Mentougou 269.001 Einwohner gezählt, 266.591 im Jahr 2000, und 290.476 im Jahr 2010.

## Administrative Gliederung
Auf Gemeindeebene setzt sich der Stadtbezirk aus vier Straßenvierteln und neun Großgemeinden zusammen. 